# Martin de Bresser

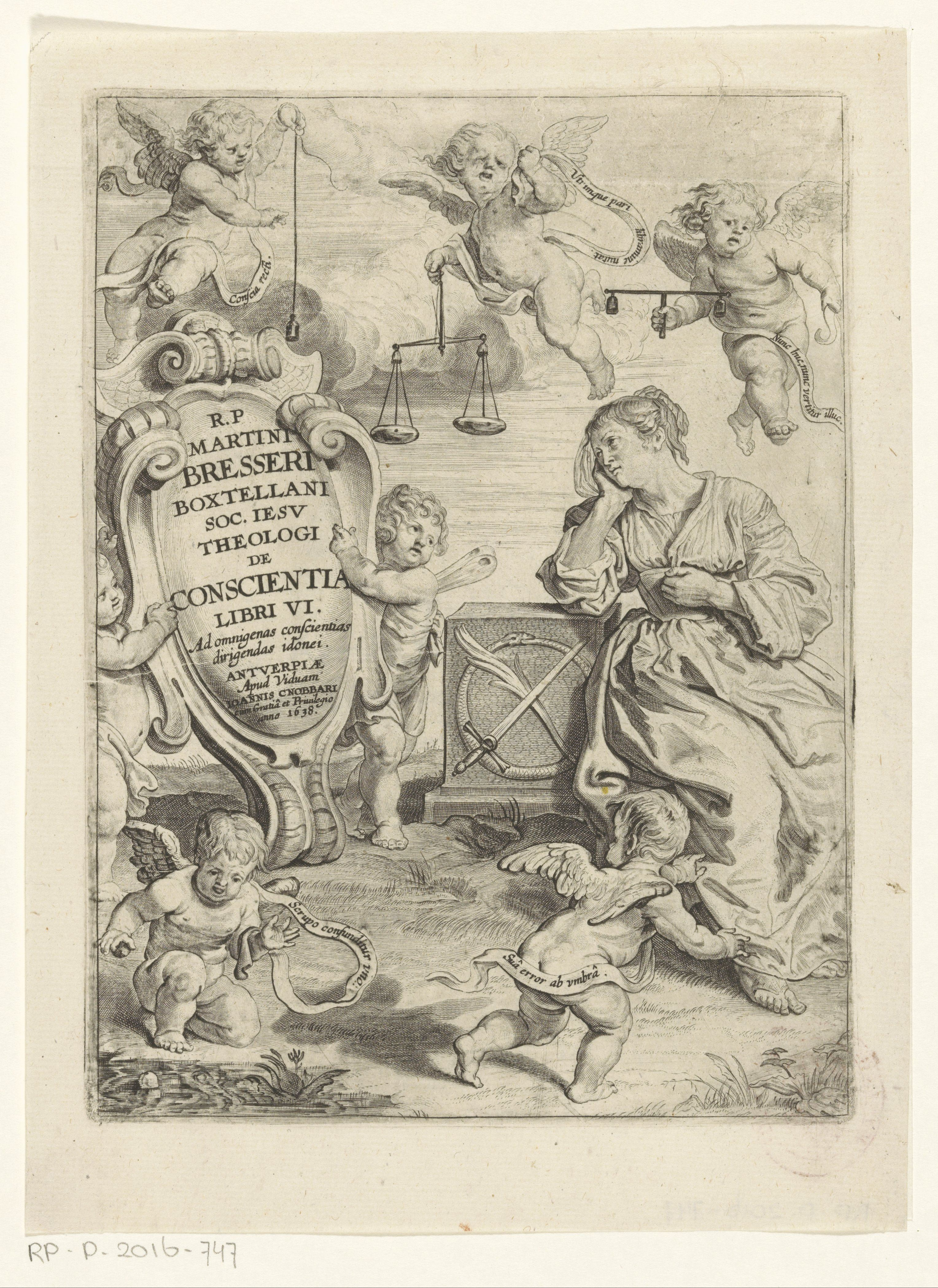
De Conscientia Libri VI, Antuérpia: Maria Cnobbaert, 1638.

Martin de Bresser ou Martin Bresserus (Boxtel, Brabante Setentrional, 1585 - Bruges, 14 de novembro de 1635) foi um professor de teologia e escritor eclesiástico.

## Carreira
Bresserus primeiramente estudou teologia em Douai, na França. Depois, em 1605, ingressou no noviciado da Companhia de Jesus, em Roma. Uma vez formado, lecionou teologia por muitos anos em Louvain, em instituições de sua ordem, e tornou-se reitor dos colégios da Antuérpia, de Coutrai, Louvain e Bruges.
Ele foi autor do livro De Conscientia Libri VI.